# Polytela florigera
Polytela florigera är en fjärilsart som beskrevs av Achille Guenée 1852. Polytela florigera ingår i släktet Polytela och familjen nattflyn. Inga underarter finns listade i Catalogue of Life.